# Bordj Tahar
Bordj Tahar (o Bordj T'har) è un comune dell'Algeria, situato nella provincia di Jijel.